# Archidendron robinsonii
Archidendron robinsonii är en ärtväxtart som först beskrevs av François Gagnepain, och fick sitt nu gällande namn av Ivan Christian Nielsen. Archidendron robinsonii ingår i släktet Archidendron och familjen ärtväxter. Inga underarter finns listade i Catalogue of Life.